# Roger García Junyent
Roger García Junyent (* 15. Dezember 1976 in Sabadell), kurz Roger, ist ein ehemaliger spanischer Fußballspieler. Der Linksfuß kam meist als Mittelfeldspieler zum Einsatz.

## Vereinskarriere
Roger schloss sich 1987 im Alter von knapp zehn Jahren der Jugendakademie des FC Barcelona an. Am 32. Spieltag der Saison 1994/95 debütierte Roger für die erste Mannschaft des FC Barcelona beim Spiel gegen Deportivo La Coruña. Sein erstes Ligator erzielte er in der darauffolgenden Saison beim El Clásico, in dem er zum 1:1-Endstand traf.
Nachdem Roger in den Saisons 1997/98 und 1998/99, in denen Barça die Meisterschaft gewann, von 76 Ligaspielen gerade einmal acht von Anfang bestritt, wechselte er zur Saison 1999/00 zu Espanyol Barcelona. Bei seinem vierjährigen Aufenthalt bei Espanyol zählte er meist zur Startformation und erzielte dort in seiner letzten Saison 2002/03 seinen Karrierebestwert von neun Ligatoren, womit er drittbester Schütze seines Teams war, und verhalf damit Espanyol zum Klassenerhalt.
2003 folgte der Transfer zum FC Villarreal, für den er in seiner zweiten Saison aufgrund einer schwerwiegenden Knieverletzung nur ein Ligaspiel bestreiten konnte.
Zwischen 2002 und 2003 erzielte Roger drei Treffer aus der eigenen Spielhälfte.
Seine Karriere beendete Roger nach der Saison 2006/07, in der er für den niederländischen Klub Ajax Amsterdam aktiv war.

## Nationalmannschaftskarriere
Mit der spanischen U-21-Auswahl gewann Roger 1998 die Europameisterschaft.
Zwischen 1997 und 1998 bestritt Roger ferner zwei Spiele für die katalanische Fußballauswahl.

## Erfolge
- Spanische Meisterschaft: 1998, 1999
- Copa del Rey: 1997, 1998, 2000
- Supercopa de España: 1996
- Johan-Cruyff-Schaal: 2006
- KNVB-Pokal: 2007
- Europapokal der Pokalsieger: 1997
- UEFA Super Cup: 1998
- U-21-Europameisterschaft: 1998

## Sonstiges
Rogers Brüder, Óscar und Genís, waren ebenfalls Profifußballspieler. Alle spielten in ihrer Jugend beim FC Barcelona, doch nur Roger und Óscar vermochten es in die erste Mannschaft aufzusteigen.